# Blue Mountain (Mississippi)
Blue Mountain é uma cidade  localizada no estado americano de Mississippi, no Condado de Tippah.

## Demografia
Segundo o censo americano de 2000, a sua população era de 670 habitantes. 
Em 2006, foi estimada uma população de 709, um aumento de 39 (5.8%).

## Geografia
De acordo com o United States Census Bureau tem uma área de 
3,0 km², dos quais 3,0 km² cobertos por terra e 0,0 km² cobertos por água. Blue Mountain localiza-se a aproximadamente 151 m acima do nível do mar.

## Localidades na vizinhança
O diagrama seguinte representa as localidades num raio de 20 km ao redor de Blue Mountain. 